# 沖津賢一郎
沖津 賢一郎（おきつ けんいちろう、1977年7月29日 - ）は、岡山県井原市出身で東京都在住の日本の映像作家、俳優、映画監督、演出家、ディレクター、カメラマン、映像編集者。

## 人物・エピソード
演技、映像制作以外のスキルは、剣道、書道、ピアノ、作詞・作曲・編曲。両利き。趣味は サイクリングと 耳かき。クリント・イーストウッド、馳星周、斎藤真由美、中垣内祐一などを尊敬している。

## 経歴
岡山県井原市立西江原小学校卒業。岡山県井原市立井原中学校卒業。岡山県立井原高等学校卒業。帝京大学中退。立教大学文学部卒業。
大学在学中、劇団員となる。その間、パーティの司会者などをつとめていたが、2000年、自分の映画を1本だけ作りたいと、長篇映画の脚本を執筆し、制作に入るも、紆余曲折を経て未完に終わる。
この頃の監督術は、ストーリィと俳優の演技に偏っており、撮影現場でカメラマンや助監督らから「監督、カメラ位置どこ?」「このカットどこまで?」と聞かれても無頓着で、自身を含めた俳優の演技面での演出プランにばかり重点を置いていた。
以降、舞台演劇と映画演出のちがいを痛感し、富野由悠季著「映像の原則」などを読みながら独学で映像演出を学ぶようになる。また、大森一樹、篠崎誠、インディーズ映画監督伊東岳、映画カメラマン能勢広、岩谷和行、撮影監督 長田勇市らからの指導を受け、高間賢治、宮武由衣、室井孝介、川島透、塙幸成、坂野義光らとも仕事をするようになり、本格的に映像作家としての活動を始める。
一方、その間の俳優業は、芸能事務所に籍を置き、主にテレビ番組の再現ドラマ、小規模映画等に多数主演していた。それら多くの現場で、フリーランスとしての人脈づくりに励む。しかし徐々にディレクター、映像作家としての仕事が増加し、俳優としての仕事からは遠ざかるようになる。
数年の間、演技からは離れていたが、2011年、日本タレント協会特別会員となったことを契機に、今後は俳優業にも復帰したいと自身の公式ブログなどで述べた。

## 作風
本人による映像作家の定義は、俳優業と監督業を両方こなす者としてであり、一般的に考えられているCGや合成を得意とするクリエイターとしての映像作家ではないことも、公言したことがある。
さらに、自分は技術音痴であると認める発言もしている。
実際の作風も、自身で合成などはほとんど行わず、演技指導、撮影でのカメラアングル、演出としての細かい編集に力を注ぐ傾向が強い。
これは、舞台演劇からそのキャリアをスタートさせたことの影響と、初めて監督した映画での教訓からくるものと自ら述べたこともある。
初期においては、エディプスコンプレックスや死の欲動を主題に据えたプロットで脚本を書くなど、かなり暗いものもあった。本人も「極みつきの悲劇を描きたかった」、「いざ、プロットから自分の作品となると、大真面目になってしまう」などと述べていたが、近年は、自身で脚本を書くことが減少していることもあり、エンターテイメント色が強まる傾向にある。これについては、「1年半の間に身近な人を7人続けて亡くした。ものの考え方が変わってきたような気もする」と述べている。

## 演技
初期においては、かなりインパクトの強い三枚目を得意としていたが、後に役柄によってナチュラリズムに一転した。また、一時は俳優養成所でメソッド演技法を学んだものの、後に「全く馴染まなかった」と述べている。
コミカルな役柄とシリアスな役柄での演技のちがいが極端であり、監督の演出にはまれば、重宝される役者であった。本人も、「中間が苦手」と発言したことがある。
本人演出のCF『イオン夏ギフト2009』などでは、手の形がきれいという理由から、手タレも担当している。幸運ブレスレットなど、雑誌広告のモデル経験もある。

## 主な作品歴

### 制作

#### テレビ
- 欽ちゃんの仮装大賞 - 美術
- ジャングルTV〜タモリの法則〜 - 美術
- NHKドラマ ワイルドライフ
  - 熱血獣医師誕生（出演：市原隼人、玉山鉄二、仲里依紗、柄本明 他） - 編集部
  - パンダの涙（出演：市原隼人、玉山鉄二、仲里依紗、柄本明 他） - 編集部

#### 映画
- 精霊のモリ - 制作・録音
- 劇場版ほんとにあった怖い話3D - 制作
- GODZILLA ゴジラ（2014年、製作：レジェンダリー・ピクチャーズ、配給：ワーナー・ブラザース） - 製作協力

#### 舞台
- 舞台DVD『48BLUES11thGIGtheVIDEO“GEIDO”』 - 監督・撮影・編集
- 劇団可燃物『第22回公演サンタが家にやってくる〜リサイクル2010再生率69%〜TheVIDEO』（作・演出：浅川美也） - 監督・撮影・編集
- 劇団可燃物『契約ヒーロー ハケンダー善!TheViDEO』（作・演出：浅川美也） - 監督・撮影・編集
- 舞台映像『TOURSミュージカル〈赤毛のアン〉カーテンコール』（出演：島谷ひとみ 他） - 演出・撮影

#### ドキュメンタリー
- 東海大相模柔道部 - 演出・撮影・編集

#### CF
- イオン
  - 冬ギフト2008 - 撮影　
  - 夏ギフト2009 - 演出・撮影・編集　　
  - くらしのギフトカタログ - 演出・編集

### 出演

#### テレビ
- 踊る!さんま御殿!!
- 行列のできる法律相談所
- 願い流星
- さまぁ〜ずと優香の怪しい××貸しちゃうのかよ!!
- メントレG「紳助* 竜介 再現」 - 竜介 役

#### 映画
- ステキな金縛り - 記者 役
- Ghostintheshare-Room - 主演
- SHADOW - 主演